# Los cinco señores (Luis Lagarto)
Los cinco señores es una obra de Luis Lagarto, que se conserva en el Museo Soumaya de la Ciudad de México, en la subsede Casa Museo Guillermo Tovar de Teresa. 
La escena que muestra la Sagrada Familia, Espíritu Santo y Dios Padre acompañados por santa Ana y san Joaquín, los padres de María, es una imagen muy recurrente en el arte novohispano.

## Técnica
Lagarto utiliza tina y oro sobre vitela montado en lámina de cobre.